# Derthona Foot Ball Club 1930-1931
Questa pagina raccoglie i dati riguardanti il Derthona Foot Ball Club nelle competizioni ufficiali della stagione 1930-1931.

## Stagione
Compito veramente arduo per i Leoncelli alla prima stagione di Serie B. Non riesce a salvarsi e ritorna dopo una sola stagione in Prima Divisione.

## Rosa
| N. |                   | Ruolo | Calciatore          |
| -- | ----------------- | ----- | ------------------- |
|    | Italia (bandiera) | C     | Guido Aycard        |
|    | Italia (bandiera) | C     | Mario Amici         |
|    | Italia (bandiera) | A     | Guglielmo Arneri    |
|    | Italia (bandiera) | C     | Marziano Barbieri   |
|    | Italia (bandiera) | A     | Elios Del Ponte     |
|    | Italia (bandiera) | C     | Tommaso Di Muzio    |
|    | Italia (bandiera) | D     | Giovanni Gastaldi   |
|    | Italia (bandiera) | A     | Amato Gastaldi      |
|    | Italia (bandiera) | D     | Giuseppe Gola       |
|    | Italia (bandiera) | C     | Mario Manfredi      |
|    | Italia (bandiera) | D     | Giovanni Nizzi      |
|    | Italia (bandiera) | A     | Camillo Orsi        |
|    | Italia (bandiera) | D     | Armando Passalacqua |
|    | Italia (bandiera) | A     | Battista Perazzi    |

| N. |                   | Ruolo | Calciatore         |
| -- | ----------------- | ----- | ------------------ |
|    | Italia (bandiera) | A     | Mario Piccinini    |
|    | Italia (bandiera) | A     | Riccardo Pizzocaro |
|    | Italia (bandiera) | C     | Pietro Poccardi    |
|    | Italia (bandiera) | A     | Vittorio Ramello   |
|    | Italia (bandiera) | D     | Pietro Rolando     |
|    | Italia (bandiera) | A     | Guido Rossi II     |
|    | Italia (bandiera) | P     | Pietro Rota        |
|    | Italia (bandiera) | P     | Alfredo Sacchi     |
|    | Italia (bandiera) | A     | Enrico Sardi       |
|    | Italia (bandiera) | A     | Giuseppe Spinola   |
|    | Italia (bandiera) | A     | Domenico Taverna   |
|    | Italia (bandiera) | A     | Pietro Taverna     |
|    | Italia (bandiera) | A     | Gino Uggè          |
|    | Italia (bandiera) | P     | Piero Vaccari      |

## Risultati

### Serie B

#### Girone di andata
| Tortona 28 settembre 1929 1ª giornata | Derthona | 1 – 2 | Verona |  |

| Tortona 5 ottobre 1930 2ª giornata | Derthona | 1 – 1 | FBC Liguria |  |

| Cremona 12 ottobre 1930 3ª giornata | Cremonese | 2 – 0 | Derthona |  |

| Bari 19 ottobre 1930 4ª giornata | Bari | 2 – 0 | Derthona |  |

| Tortona 26 ottobre 1930 5ª giornata | Derthona | 0 – 1 | Spezia |  |

| Parma 2 novembre 1930 6ª giornata | Parma | 4 – 0 | Derthona |  |

| Udine 9 novembre 1930 7ª giornata | Udinese | 2 – 2 | Derthona |  |

| Tortona 16 novembre 1930 8ª giornata | Derthona | 1 – 4 | Palermo |  |

| Pistoia 23 novembre 1930 9ª giornata | Pistoiese | 1 – 0 | Derthona |  |

| Venezia 30 novembre 1930 10ª giornata | Serenissima | 0 – 0 | Derthona |  |

| Tortona 7 dicembre 1930 11ª giornata | Derthona | 1 – 2 | Padova |  |

| Tortona 14 dicembre 1930 12ª giornata | Derthona | 1 – 1 | Fiorentina |  |

| Novara 21 dicembre 1930 13ª giornata | Novara | 3 – 1 | Derthona |  |

| Monfalcone 4 gennaio 1931 14ª giornata | Monfalconese | 1 – 0 | Derthona |  |

| Tortona 11 gennaio 1931 15ª giornata | Derthona | 5 – 2 | Lecce |  |

| Lucca 18 gennaio 1931 16ª giornata | Lucchese | 1 – 0 | Derthona |  |

| Tortona 1 febbraio 1931 17ª giornata | Derthona | 1 – 3 | Atalanta |  |

#### Girone di ritorno
| Verona 8 febbraio 1931 18ª giornata | Verona | 4 – 1 | Derthona |  |

| Genova 15 febbraio 1931 19ª giornata | FBC Liguria | 4 – 3 | Derthona |  |

| Tortona 1 marzo 1931 20ª giornata | Derthona | 1 – 2 | Cremonese |  |

| Tortona 8 marzo 1931 21ª giornata | Derthona | 0 – 0 | Bari |  |

| La Spezia 15 marzo 1931 22ª giornata | Spezia | 1 – 0 | Derthona |  |

| Tortona 22 marzo 1931 23ª giornata | Derthona | 5 – 1 | Parma |  |

| Tortona 5 aprile 1931 24ª giornata | Derthona | 2 – 2 | Udinese |  |

| Palermo 26 aprile 1931 25ª giornata | Palermo | 1 – 1 | Derthona |  |

| Tortona 3 maggio 1931 26ª giornata | Derthona | 1 – 4 | Pistoiese |  |

| Tortona 10 maggio 1931 27ª giornata | Derthona | 2 – 1 | Serenissima |  |

| Padova 24 maggio 1931 28ª giornata | Padova | 6 – 2 | Derthona |  |

| Firenze 31 maggio 1931 29ª giornata | Fiorentina | 2 – 0 | Derthona |  |

| Tortona 17 maggio 1931 30ª giornata | Derthona | 2 – 1 | Novara |  |

| Tortona 7 giugno 1931 31ª giornata | Derthona | 2 – 0 | Monfalconese |  |

| Lecce 14 giugno 1931 32ª giornata | Lecce | 3 – 1 | Derthona |  |

| Tortona 21 giugno 1931 33ª giornata | Derthona | 3 – 0 | Lucchese |  |

| Bergamo 28 giugno 1931 34ª giornata | Atalanta | 1 – 3 | Derthona |  |